# Le Fossat
Le Fossat è un comune francese di 1 076 abitanti situato nel dipartimento dell'Ariège nella regione dell'Occitania.

## Società

### Evoluzione demografica
Abitanti censiti